# Endotryblidium insculptum
Endotryblidium insculptum är en svampart som först beskrevs av Mordecai Cubitt Cooke, och fick sitt nu gällande namn av Franz Petrak 1959. Endotryblidium insculptum ingår i släktet Endotryblidium och familjen Patellariaceae.   Inga underarter finns listade i Catalogue of Life.